# Jujevan
Jujevan (in armeno Ջուջևան?, anche chiamato Joujevan e Dzhudzhevan) è un comune dell'Armenia di 581 abitanti (2001) della provincia di Tavush. Il paese fu fondato nel 1874, ed è anche il sito del monastero di Jujevank, del XIX secolo.